# Heraclia karschii
Heraclia karschii är en fjärilsart som beskrevs av Holland 1897. Heraclia karschii ingår i släktet Heraclia och familjen nattflyn. Inga underarter finns listade i Catalogue of Life.